# 徐家棚站
徐家棚站位于中华人民共和国湖北省武汉市武昌区，是武汉地铁5号线、7号线和8号线的地铁换乘站。

## 车站结构
徐家棚站是武汉轨道交通5、7、8号线的三线换乘车站，是武汉地铁体量最大的一座换乘站。5号线车站位于和平大道与团结路交叉口；8号线车站位于和平大道原三三七铁路货场内；7号线车站位于秦园路与和平大道交叉路口南侧，沿秦园路布设。徐家棚站呈“工”字形，地下五层结构，负一层为5、8号线站厅及商业区，负二层为5号线岛式站台和5、7号线换乘通道，负三层为8号线的两个侧式站台和5、8号线换乘通道，负四层为7号线站厅，负五层为7号线岛式站台
。车站共设出入口18个，目前已开放12个。
徐家棚站是武汉地铁网络中第3个三线换乘车站，亦是武昌区第1个三线换乘车站，三线车站统一设计。由于7号线车站距离其他两线较远，约400米，故本站在付费区换乘通道设立了两部自动步道和多组扶梯，方便乘客换乘。该站换乘模式较为复杂，5号线和8号线之间的换乘方式为节点换乘，8号线乘客通过站台层的两部楼梯上至5号线站台层付费区；5、7号线的换乘通道连接5号线站台和7号线站厅，在该换乘通道设置了两部自动步道及通向5号线站厅层的疏散楼梯；在5、7号线的换乘通道中还单独设置有一条支路，可前往8号线站台，以供7、8号线之间的换乘。
2019年9月10日，菲迪克2019年工程项目奖颁奖仪式在墨西哥拉开帷幕，铁四院设计的武汉地铁徐家棚站综合交通枢纽获得“工程项目特别优秀奖”。该工程是世界首创“公铁合建地下车站”，完美整合地铁车站和越江隧道，开创历史先河。
值得注意的是，在轨道交通5号线开通之前，徐家棚站不能实现轨道交通7号线和8号线之间的站内换乘。如需在7号线和8号线之间换乘的乘客需要出站换乘或绕经至野芷湖站换乘。自2021年12月26日5号线开通后，5号线、7号线和8号线三线实现付费区站内换乘。

### 楼层分布
| 地面                            |                                           | 出入口                                                              |                                 |
| 地下 一層                       | 站廳層（5、8号线）                        | 5、8号线：换乘通道、票務服務、自动售票机、武汉通服務、客服中心      |                                 |
| 地下 一層                       | 站廳層（5、8号线）                        | 换乘通道、票務服務、自动售票机                                      |                                 |
| 地下 二層                       |                                           | █ 5号线列車往红霞（三角路站）                                       |                                 |
| 地下 二層                       | 島式月台，左邊車門將會開啟                |                                                                     |                                 |
| 地下 二層                       | █ 5号线列車往武汉站东广场（杨园铁四院站） |                                                                     |                                 |
| 地下 三層                       | 8号线側式月台，右邊車門將會開啟           | 8号线側式月台，右邊車門將會開啟                                     | 8号线側式月台，右邊車門將會開啟 |
| 地下 三層                       | █ 8号线列車往金潭路（黃浦路站）           |                                                                     |                                 |
| 地下 三層                       | █ 8号线列車往军运村（徐東站）             |                                                                     |                                 |
| 地下 三層                       | 8号线側式月台，右邊車門將會開啟           |                                                                     |                                 |
| 地下 四層                       | 站廳層（7号线）                           | 7号线：换乘通道、票務服務、自动售票机、武汉通服務、客服中心、洗手間 |                                 |
| 地下 四層                       | 站廳層（7号线）                           | 换乘通道、票務服務、自动售票机                                      |                                 |
| 地下 五层                       |                                           |                                                                     |                                 |
|                                 | █ 7号线列車往黄陂广场（三陽路站）         |                                                                     |                                 |
| 7号线島式月台，左邊車門將會開啟 |                                           |                                                                     |                                 |
|                                 | █ 7号线列車往青龙山地铁小镇（湖北大學站） |                                                                     |                                 |

### 車站出口
|                                                 |          |      |                                                                   |
|                                                 |          |      |                                                                   |
|                                                 |          |      |                                                                   |
| 出口編號                                        | 所屬線路 | 設施 | 建議前往的目的地                                                  |
| A                                               | █ 7号线  |      | 秦園路 和平大道                                                   |
| B                                               | █ 7号线  |      | 和平大道 秦園路、鵬程•帝景園                                      |
| C                                               | █ 7号线  |      | 秦園路 和平大道、環衛小區、惠譽花園                               |
| D                                               | █ 7号线  |      | 秦園路 惠安路、惠譽花園、安居苑、秦園居                           |
| E                                               | █ 7号线  |      | 秦園路 惠安路、新長江•濱江花園、團結名居•桂園、佳馨花園           |
| F                                               | █ 7号线  |      | 秦園路 和平大道、武漢市第七醫院新院區                             |
| G                                               | █ 5号线  |      | 和平大道 武漢市第七醫院新院區                                     |
| H                                               | █ 5号线  |      | 和平大道 团结南路、武漢市第七醫院新院區、湖北大學附屬中學、       |
| J                                               | █ 8号线  |      | 和平大道 德成香奈•長江國際、新長江•濱江花園、惠譽花園、紅盛路小區 |
| K                                               | █ 8号线  |      | 和平大道 團結路                                                   |
| L                                               | █ 8号线  |      | 和平大道 德成•長江國際、紅盛路小區                                |
| N                                               | █ 8号线  |      | 和平大道 徐東大街、匯通天地、漢飛•濱江國際、君臨天下、鵬凌苑      |
| Q                                               | █ 8号线  |      | 和平大道 徐東大街、匠心匯                                         |
| R                                               | █ 8号线  |      | 和平大道 匯通天地、江尚CC                                         |
| S                                               | █ 5号线  |      | 和平大道 四美塘公園                                               |
| T                                               | █ 5号线  |      | 和平大道 育紅幼兒園                                               |
| U                                               | █ 5号线  |      | 團結路 和平大道                                                   |
| V                                               | █ 5号线  |      | 和平大道 濱江天街                                                 |
| W                                               | █ 7号线  |      | 秦園路 和平大道、濱江天街                                         |
| 注： 設有升降機 \| 設有輪椅升降台 \| 設有洗手間 |          |      |                                                                   |

## 邻近地区
武汉铁路监督管理局、惠誉花园、武汉长江二桥、武汉长江公铁隧道和武昌北站等。

### 内部链接
- 武汉地铁车站列表